# Fagnano Castello
Fagnano Castello község (comune) Olaszország Calabria régiójában, Cosenza megyében.

## Fekvése
A megye nyugati részén fekszik. Határai: Acquappesa, Cetraro, Malvito, Mongrassano, San Marco Argentano és Santa Caterina Albanese.

## Története
Alapításáról nincsenek pontos adatok. A 16. századi dokumentumokban Fagianum néven fordul elő, Malvito részeként. A 19. század elején vált önálló községgé, amikor a Nápolyi Királyságban felszámolták a feudalizmust. 1928 és 1934 között egy községet alkotott Malvitóval és Santa Caterina Albanesével.

## Népessége
A népesség számának alakulása:

## Főbb látnivalói
- Madonna dell’Immacolata-templom